# Hanhijärvi (sjö i Finland, Lappland, lat 68,60, long 28,37)
Hanhijärvi är en sjö i Finland. Den ligger i kommunen Enare i landskapet Lappland, i den norra delen av landet, 900 km norr om huvudstaden Helsingfors. Hanhijärvi ligger 234 meter över havet. Arean är 16,2 hektar och strandlinjen är 1,97 kilometer lång. Sjön  ingår i Tuulomajokis huvudavrinningsområde. 